# Андреа Камплоне
Андреа Камплоне (італ. Andrea Camplone, нар. 27 липня 1966, Пескара) — італійський футболіст, що грав на позиції захисника. По завершенні ігрової кар'єри — тренер.
Виступав, зокрема, за клуби «Пескара» та «Перуджа».

## Ігрова кар'єра
Народився 27 липня 1966 року в місті Пескара. Вихованець футбольної школи клубу «Пескара». Дорослу футбольну кар'єру розпочав 1984 року в основній команді того ж клубу, в якій провів вісім сезонів, взявши участь у 188 матчах чемпіонату.  Більшість часу, проведеного у складі «Пескари», був основним гравцем захисту команди.
Своєю грою за цю команду привернув увагу представників тренерського штабу клубу «Перуджа», до складу якого приєднався 1992 року. Відіграв за клуб з Перуджі наступні чотири сезони своєї ігрової кар'єри.
Протягом 1996—1998 років захищав кольори команди клубу «Анкона».
Завершив професійну ігрову кар'єру у клубі «Губбіо», за команду якого виступав протягом 1998—1999 років.

## Кар'єра тренера
Розпочав тренерську кар'єру невдовзі по завершенні кар'єри гравця, 2002 року, очоливши тренерський штаб команди «Пенне» з однієї з регіональних ліг Італії, де пропрацював з 2002 по 2003 рік. До 2006 року також встиг попрацювати з «Альба Адріатіка».
2006 року почав роботу у професійній  Серії C1 з командою «Віртус Ланчано», а наступного року продовжив роботу у тому ж дивізіоні спочатку з «Пескарою», а згодом з  «Мартіна-Франка».
2008 року третій за силою італійський дивізіон було реформовано у Лега Про Пріма Дівізіоне, в якому Андреа Камплоне до 2014 року встиг попрацювати з «Кавезе», «Беневенто», «Віртус Ланчано» та «Перуджою». Останню команду наставник вивів 2014 року до Серії B, в якій пропрацював з нею ще два роки.
Згодом продовжив роботу у другому італійському дивізіоні — протягом одного сезону, починаючи з 2016, був головним тренером команди «Барі». З 2016 року очолив тренерський штаб «Чезени», в якому пропрацював до 2017.